# Sauris plagulata
Sauris plagulata là một loài bướm đêm trong họ Geometridae.